# Arheološko nalazište Kuk
Kuk je arheološki lokalitet koji se sastoji od 116 ha močvara na zapadnim visoravnima Papua Nove Gvineje. Tu je otkriven krajolik koji su ljudi oblikovali neprestanim isušivanjem vlažnog tla posljednjih 7.000, a možda i 10.000 godina. U njemu se nalaze dobro sačuvani arheološki ostaci koji svjedoče o tehnološkom skoku iz iskorištavanja samoniklog bilja u poljoprivredni uzgoj bilja (taro, banana i jam) prije oko 6.500 godina. Ti ostaci, poput kultiviranih humaka i isušenih vlažnih područja uz pomoć jaraka prokopanih drvenim oruđem, predstavljaju sjajan primjer preobrazbe poljoprivrede tijekom jako dugog vremenskog razdoblja. Zbog toga je ranopoljoprivredni lokalitet Kuk upisan na UNESCO-ov popis mjesta svjetske baštine u Australiji i Oceaniji 2008. godine kao „jedno od rijetkih mjesta na svijetu s arheološkim dokazima neovisnog razvoja poljoprivrede”.

## Povijest
Sve do prije oko 100 godina, vlažna područja Kuka su služila za uzgoj banana i korjenastog povrća na isušenom močvarnom tlu, dok su rubovi travnatih dolina bili redovito spaljivani kako bi se održavala dobra ispaša za domaće životinje. Do 1930-ih pristigli su misionari i drugi Europljani u potrazi za zlatom. Odmah nakon nastanka prvih cesta 1950-ih, na ovom području su nikle i prve plantaže kave i čaja. 
Močvaru Kuk je 1968. godine iznajmila Australijska kolonijalna uprava na 99 godina i preko tradicionalnih poljoprivrednih polja su položeni paralelni odvodni jarci između kojih su posađeni zasadi eukaliptusa. No, netom prije neovisnosti Papua Nove Gvineje 1975. godine, znanstvenici s Australskog državnog sveučilišta (Australian National University) su od 1973. – 77. god. proveli opsežna arheološka iskapanja prilikom kojih su otkrili tragove drevnih odvodnih sustava. Zatvaranjem australijske ispitne postaje 1991. godine iskapanja su obustavljena, a lokalno stanovništvo je nastavilo koristiti zemlju za poljoprivredu. Iako oni obrađuju tlo na tradicionalan način, nažalost uveli su mnoge komercijalne kulture poput kave i koriste paralelne jarke kolonijalnih plantaža.

## Vanjske poveznice
- Cultural Landscape (engl.)